# 다쓰미 요시히로
다쓰미 요시히로(辰巳ヨシヒロ, 1935년 6월 10일 ~ 2015년 3월 7일)는 일본의 만화가이다. 일본에서 대안 만화인 극화 스타일을 처음 도입하고 1957년 극화라는 용어를 정의한 것으로 알려져 있다.
그의 작품은 인생의 어두운 요소를 빈번히 묘사한다. 《더 가디언》의 제니퍼 앨런은 다쓰미를 설명하면서 "다쓰미는 사회의 추한 일면을 인간애를 가지고 그렸다. 사람들은 기괴하지만 역겹지는 않다. 금기는 존재하지 않으며, 소재의 솔직함은 편안함을 준다"고 하였다.
2011년에는 다쓰미의 생애와 짧은 이야기를 다룬 장편 애니메이션 영화 《동경 표류일기》가 개봉하였다. 감독은 싱가포르의 영화 감독 에릭 쿠이며, 더 매치 팩토리(The Match Factory)가 세계 판매를 담당하였다. 다쓰미는 2015년 3월 7일 향년 79세에 암으로 사망하였다.